# Управление „Военно-учебни заведения“
Управление „Военно-учебни заведения“ е управление към Генералния щаб, създадено през 1915 г. и съществувало до 1978 година. Управлението е създадено с цел ръководство на военно-учебните заведения в България.

## История
До 1915 г. ръководството на военно-учебните заведения в Царство България се осъществява директно от Оперативния отдел на Щаба на войската. През 1915 г. за осъществяване на това ръководство се създава отдел „Военно-учебни заведения“. Отделът съществува по време на цялата Първа световна война (1915 – 1918), като след края на войната вследствие на клаузите на Ньойския мирен договор, съгласно предписание на Щаба на войската от 1 декември 1920 г. отделът е закрит. През 1918 г. в подчинение на отдела са Военното училище и Школата за подготовка на запасни подпоручици. Създаден е повторно през 1931 г. към Щаба на войската и щата на Министерството на войната. Този учебен отдел съществува до 26 януари 1935 г. когато със заповед № 10 по Военното ведомство е разформиран, като личния състав преминава на подчинение на Пехотната инспекция.
През 1940 г. в навечерието на участието на България във Втората световна война (1941 – 1945) е създаден за трети път, този път като Учебно-строеви отдел при Щаба на войската. През май 1944 г. е преименуван на Учебно-възпитателен отдел, от 1946 е просто Учебен отдел, а през февруари 1947 г. е преименуван на Отдел „Военно-учебни заведения“. През 1964 г. става управление, като до 1953 г. има условното наименование (военнопощенски номер) под. 78500, а през 1953 г. получава военнопощенски номер 35530.
В периода 1951 – 1955 г. на началника на отдела са подчинени Народното Суворовско училище и Народното Нахимовско училище.
Управление „Военно-учебни заведения“ е разформирано на 1 октомври 1978 г. съгласно заповед от Министерството на Народната Отбрана № 0099 от 20 септември 1978 година.

## Наименования
- Отдел „Военно-учебни заведения“ при Генералния щаб (1915 – 1 декември 1920, 1931 – 26 януари 1935);
- Учебно-строеви отдел при Щаба на армията (1940 – май 1944);
- Учебно-възпитателен отдел при Щаба на войската (май 1944 – 1946);
- Учебен отдел (1946 – февруари 1947);
- Отдел „Военно-учебни заведения“ при Генералния щаб (февруари 1947 – 1963);
- Управление „Военно-учебни заведения“ при Генералния щаб (1964 – 1 октомври 1978).

## Ръководители
- Полковник Тодор Митов (1915)
- Майор Йосиф Загорски